# 9M123 Chrizantiema
9M123 Chrizantiema, ros. Хризантема (kod NATO: AT-15 Springer) – rosyjski przeciwpancerny pocisk rakietowy kierowany laserowo lub za pomocą radaru. Jego zadaniem ma być zwalczanie podstawowych czołgów współczesnego pola walki, jak: M1 Abrams i Leopard 2 oraz obiektów lecących na małej wysokości (śmigłowców). Broń opracowana w 1996 roku przez KBM Kołomna jako następca systemów 9K114 Szturm i 9K120 Swir. Pociski Chrizantiema znalazły się na wyposażeniu armii rosyjskiej w 2005. Co najmniej dziesięć Chrizantiem sprzedano do Libii. Pociski 9M123 są odpalane z wyrzutni montowanych na pojazdach (np. zestaw samobieżny Chrizantiema-S zbudowany na bazie transportera opancerzonego BMP-3).

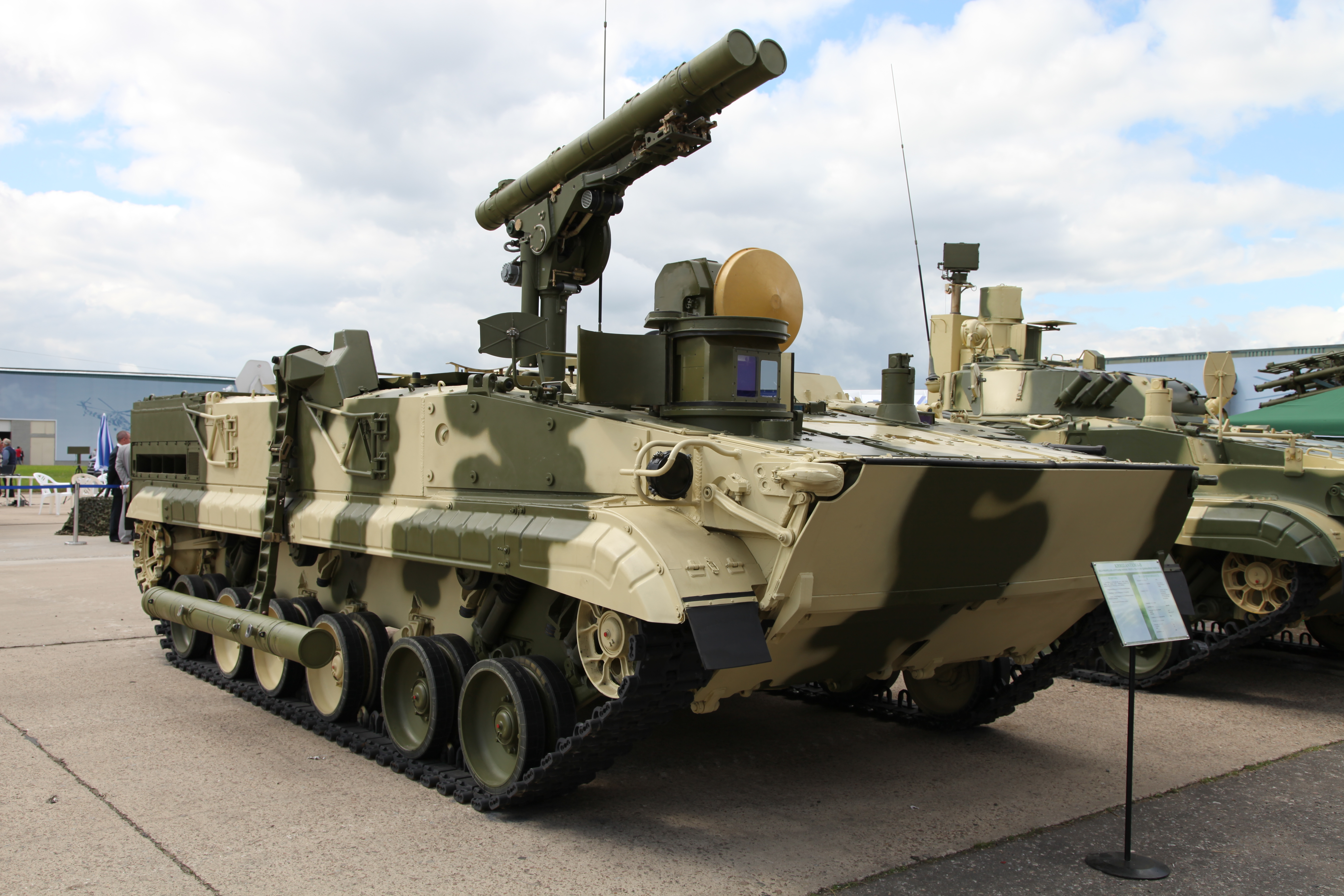

Potencjalnie pocisk może stanowić również uzbrojenie śmigłowców szturmowych, np. Mi-28, lecz do 2019 roku nie został w tym charakterze przyjęty na uzbrojenie i nie ma pewności czy prowadzone są prace w tym kierunku.